# Cambrai
Cambrai là một xã trong vùng Hauts-de-France, thuộc tỉnh Nord, quận Cambrai, tổng Cambrai. Tọa độ địa lý của xã là 50° 10' vĩ độ bắc, 03° 14' kinh độ đông. Cambrai nằm trên độ cao trung bình là 60 mét trên mực nước biển, có điểm thấp nhất là 41 mét và điểm cao nhất là 101 mét. Xã có diện tích 18,12 km², dân số vào thời điểm 1999 là 33.716 người; mật độ dân số là 1861 người/km².

## Các thành phố kết nghĩa
- Houma, Louisiana, Hoa Kỳ
- Châteauguay, Canada
- Kamp-Lintfort, Đức
- Esztergom, Hungary
- Gravesend, Liên Hiệp Anh

## Nhân vật nổi tiếng
- Charles François Dumouriez (1739-1823), tướng quân đội
- Louis Blériot (1872-1936), nhà tiên phong trong lĩnh vực hàng không
- René Dumont (1904-2001), nhà xã hội học, chính trị gia
- Henri de Lubac, nhà thần học Công giáo, Dòng Tên
- Christian Carion, đạo diễn và nhà viết kịch bản phim
- Guillaume Du Fay, nhà soạn nhạc thời Phục Hưng

## Địa điểm tham quan
- Nhà thờ Đức Bà